# NGC 1377
NGC 1377 ist eine Linsenförmige Galaxie vom Hubble-Typ S0 mit ausgedehnten Sternentstehungsgebieten im Sternbild Eridanus südlich des Himmelsäquators. Sie ist schätzungsweise 76 Millionen Lichtjahre von der Milchstraße entfernt und hat einen Durchmesser von etwa 40.000 Lichtjahren. NGC 1377 ist Mitglied des Eridanus-Galaxienhaufens.
Im selben Himmelsareal befinden sich u. a. die Galaxien NGC 1362, NGC 1370, IC 1953, IC 1962.
Das Objekt wurde am 19. Dezember 1799 von dem deutsch-britischen Astronomen Wilhelm Herschel entdeckt.